# Oxundasjön
Oxundasjön är en sprickdalssjö belägen i Upplands Väsby kommun och Sigtuna kommun. Sjön har en yta av 1,6 km² och ett medeldjup av 3,3 meter (största djup 6 meter).

## Beskrivning
Sjön är näringsrik med höga halter av fosfor och koppar. Genom Verkaån tillförs närsalter från jordbruksområden och genom Väsbyån kommer föroreningar från tätorten. Algblomning förekommer nästan årligen. I och med att syrebrist periodvis uppstår dör fisken i sjön.
Sjön är relativt svårtillgänglig. I den nordöstra änden finns värdefull mer än sekelgammal, orörd naturskog. Området har ett rikt fågelliv med bland annat hackspett och andra hålbyggande arter. På den östra sidan ligger Verka fornborg från äldre järnåldern.
Nordväst om sjön ligger Runsahalvön, som är ett riksintresse för kulturminnesvård. Där finns Runsa fornborg och Runsa skeppssättning som är en av Sveriges största. Längre söderut ligger Oxunda gård från 1800-talet samt på den västra sidan ett gravfält från järnåldern.

## Fisk
Vid provfiske har följande fisk fångats i sjön:
- Abborre
- Asp
- Björkna
- Braxen
- Gärs
- Gös
- Karpfisk obestämd
- Löja
- Mört
- Sarv

## Delavrinningsområde

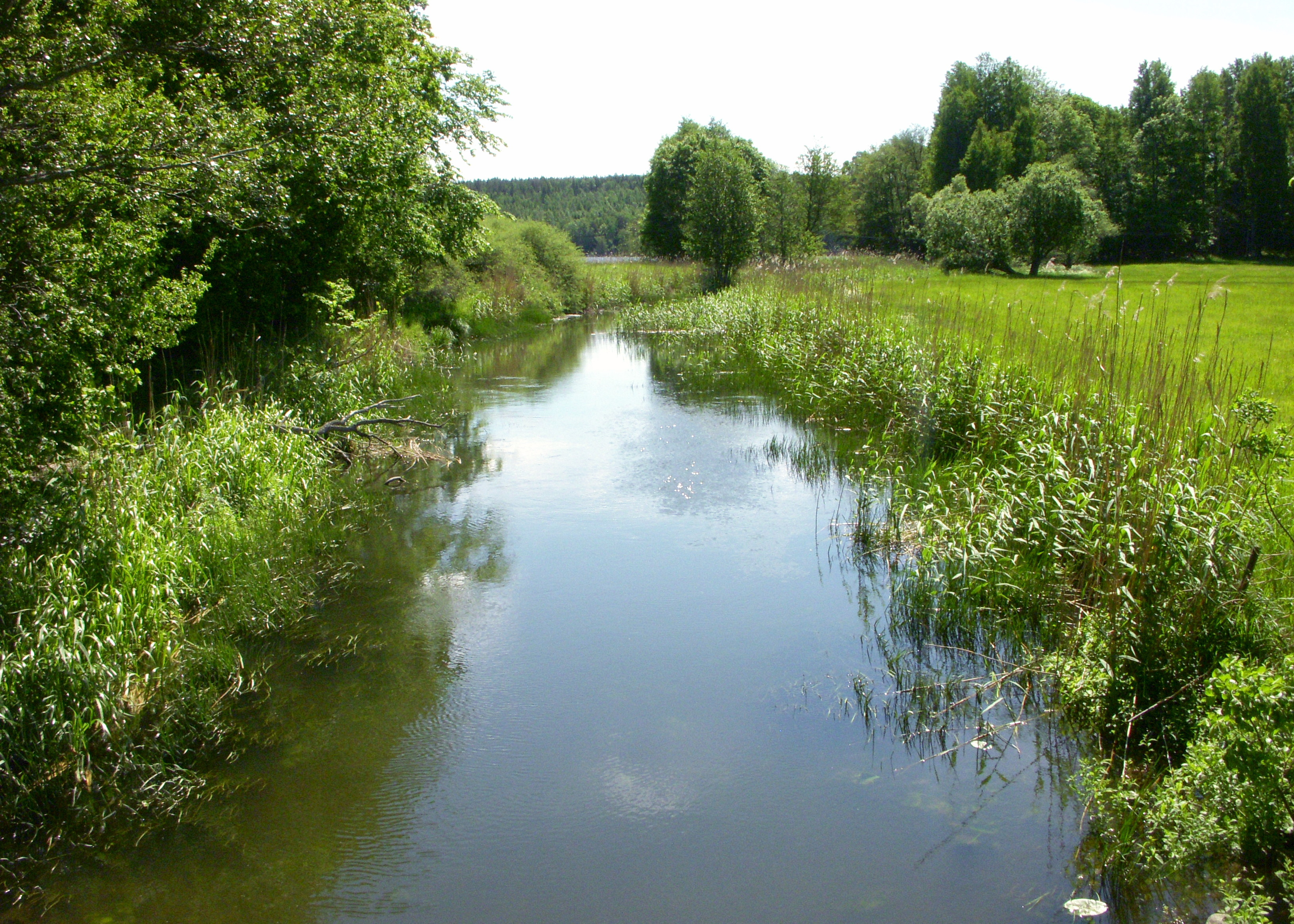
Oxundaån vid Upplandsleden (vy mot söder) med Oxundasjön i bakgrunden

Oxundasjön ingår i delavrinningsområde (660630-161568) som SMHI kallar för Utloppet av Oxundasjön. Medelhöjden är 23 meter över havet och ytan är 11,73 kvadratkilometer. Räknas de 19 avrinningsområdena uppströms in blir den ackumulerade arean 275,47 kvadratkilometer.
Oxundaån som avvattnar avrinningsområdet har biflödesordning 3, vilket innebär att vattnet flödar genom totalt 3 vattendrag innan det når havet efter 48 kilometer. Avrinningsområdet består mestadels av skog (63 procent) och jordbruk (16 procent). Avrinningsområdet har 1,5 kvadratkilometer vattenytor vilket ger det en sjöprocent på 12,7 procent.